# Giuma Attaiga

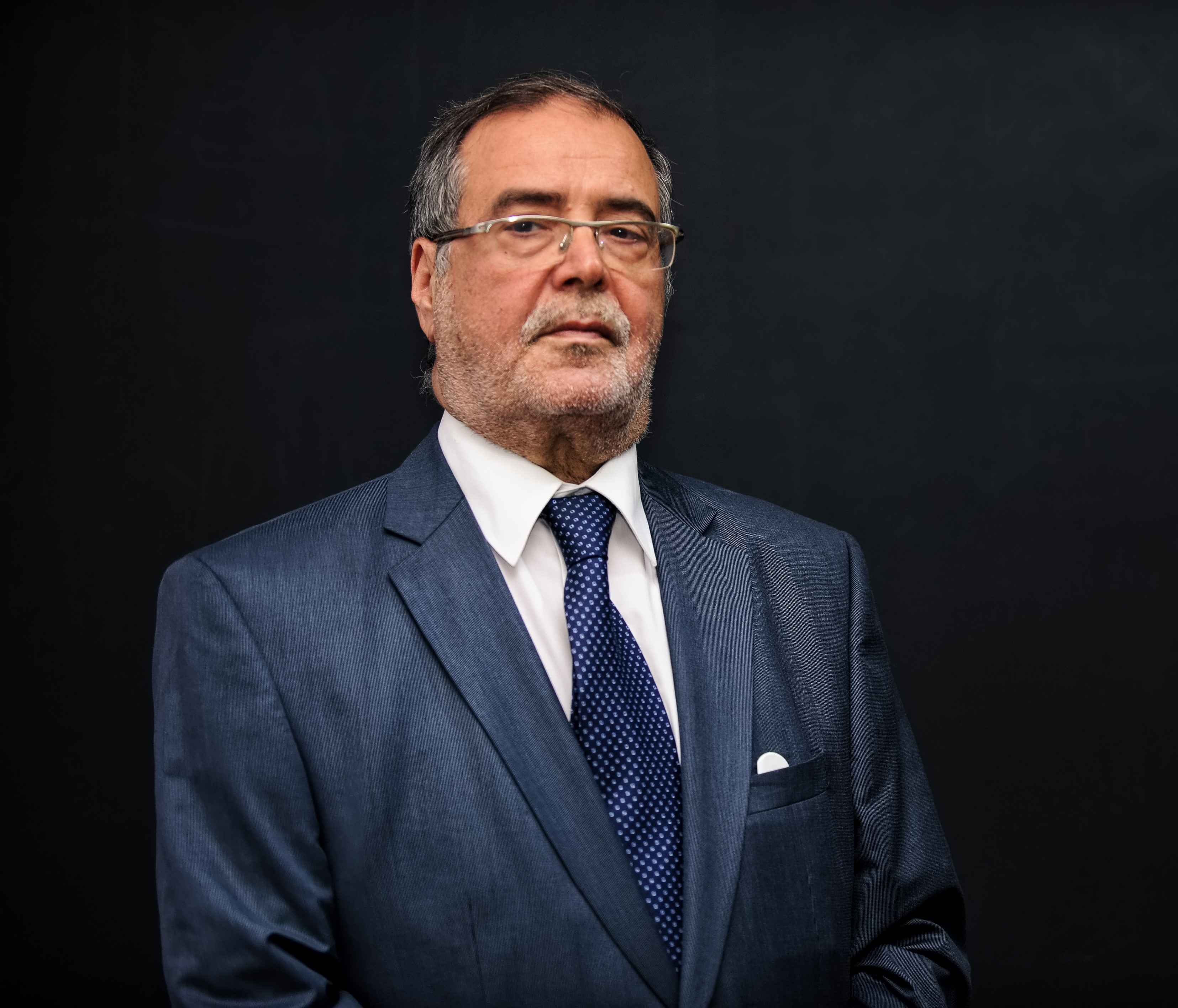
Giuma Attaiga

Giuma Ahmed Abdallah Attaiga (arabisch جمعة أحمد عبد الله عتيقة, DMG Ǧumʿa Aḥmad ʿAbd Allāh ʿAtīqa, * 1950 in Misrata, Königreich Libyen) ist ein libyscher Politiker, der ab dem 28. Mai 2013 übergangsweise als vorläufiges Staatsoberhaupt Libyens agierte. Sein Nachfolger ist Nuri Abu Sahmein.
Bei der Wahl zum libyschen Nationalkongress am 7. Juli 2012 wurde Giuma Attaiga zum unabhängigen Kongressabgeordneten gewählt. Am 10. August wurde er zum Vizepräsidenten des Allgemeinen Nationalkongresses gewählt. Giuma Attaiga wurde nach dem Rücktritt von Staatspräsident Mohamed Yusuf al Magariaf zum Präsidenten dieses Kongresses. Als Staatsoberhaupt über Ministerpräsident Ali Seidan wurde er zugleich Oberkommandierender der Armee.